# Reliance Building

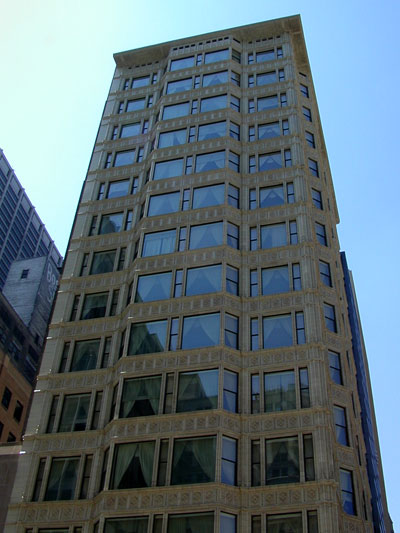
Reliance Building i Chicago.

Reliance Building i Chicago, vid korsningen av gatorna Washington och State, är en av de första skyskraporna i världen. Den byggdes 1890-1894, och stod klar 1895.

## Arkitektur
Reliance Building ritades av Daniel Burnham, John Wellborn Root och Charles Atwood efter Root dött 1891 vid 41 års ålder. Byggnaden har 16 våningar och är 61 meter hög med stålkonstruktion, och är täckt med terrakottaplattor. Den har en lätt, ljus och luftig design - Burnham introducerade breda glasfönster som i övrigt slog igenom först efter andra världskriget. Byggnaden förföll på 1970-talet men räddades undan rivning och renoverades grundligt (inklusive interiörerna) av McClier Architects 1994 efter att ha klassats som ett nationellt historiskt landmärke. Den inhyser idag Hotel Burnham.